# Pałac Wielkich Książąt w Luksemburgu
Pałac Wielkich Książąt (luks. Groussherzogleche Palais, niem. Großherzogliches Palais, fr. Palais grand-ducal) – oficjalna rezydencja wielkich książąt Luksemburga. Pałac mieści się w centrum stolicy kraju, mieście Luksemburg.

## Historia
Pałac został wybudowany jako ratusz miejski w latach 1572–1573 i oddany do użytku w marcu 1573 roku. Podczas oblężenia Luksemburga w 1684 roku piwnice obiektu pełniły rolę schronu, a sam budynek doznał poważnych zniszczeń. Z powodu braku funduszy odrestaurowano go dopiero w 1728 roku. W 1741 roku do pałacu dobudowano nowy budynek, zwany La Balance.
Od 1795 roku, po przejęciu Luksemburga przez Francuzów, budynek pełnił funkcję siedziby administracji departamentu Forêts. W 1817 roku, dwa lata po włączeniu Luksemburga do Królestwa Zjednoczonych Niderlandów, pałac stał się siedzibą przedstawiciela niderlandzkiego króla. W latach 1825–1860 dokonano szeregu prac, znacznie powiększając pałac (w tym wybudowano przylegający do pałacu Hôtel de la Chambre, będący siedzibą obrad Izby Deputowanych). W 1890 roku, po zerwaniu unii personalnej Luksemburga z Holandią  i wstąpieniu na tron luksemburski dynastii Nassau-Weilburg, budynek stał się siedzibą wielkich książąt Luksemburga.
W trakcie II wojny światowej okupujący Luksemburg Niemcy przekształcili pałac w karczmę i organizowali w nim koncerty. Dokonano wówczas zniszczeń i rozkradziono dzieła sztuki oraz kosztowności. Symboliczną manifestacją powrotu budynku w ręce Luksemburczyków było powitanie wielkiej księżnej Szarlotty 14 kwietnia 1945 roku. W latach 1992–1996 pałac przeszedł gruntowną renowację.